# المنوفية (عمل)

خريطة للدلتا في عهد الكور الكبرى تظهر فيها كورة المنوفية

أعمال المنوفية هو تقسيم جُغرافي مصري استُحدث في عصر الدولة الفاطمية على أراضي كورة منوف العليا إحدى كور الوجه البحري في مصر وجعلوا قاعدتها قرية منوف، وكانت تحتل الجزء الجنوبي من دلتا النيل، وينحصر قسمها الجنوبي بين فرعي دمياط ورشيد، وقسمها الشمالي بين أعمال جزيرة قوسينا شرقًا وأعمال جزيرة بني نصر غربًا، وأعمال الغربية شمالًا، وظل العمل بهذه الأعمال قائمًا إلى العصر العثماني في مصر حيث أعيد تقسيم مصر إداريًا، فوقعت أراضي أعمال المنوفية ضمن ولاية المنوفية.

## نواحي المنوفية
عدّ ابن مماتي في قوانين الدواوين وابن الجيعان في التحفة السنية أسماء قرى أعمال المنوفية، ويمكن تصنيفها إلى:

### نواحي لا زالت موجودة إلى اليوم
| المحافظة | المركز     | القرى |
| -------- | ---------- | --- |
| المنوفية | أشمون      | أشموم جريسات · سبك العبيد · شطنوف · الفرعونية · برشوب · سمدون · سملّاهه · سبتريس · سهواج · شما · شنشور · شنويه · شوشيه · طهويه · قورص · محلة سبك العبيد · أبو رقبة · الأنجب · القناطرين · الكوادي · الرملة · منيل أبو شعرة · ساقية المنقدي · سراوة · طليا · منيل لبيشة · بلاجيم شنشور · منيل الجدي · منيل أبو دويب · منيل عروس |
| المنوفية | الباجور    | أنتوهه · أبجيج · اصطنها · شريجة · البيجور · عطف شريجة · بهنيا الغنم · بي العرب · برشنس · تلبنت أبجيج · تلوانة · ججروان · سبك الضحاك · سنجلف · شبرا مقمص · فيشه الصغرى · قلتا · شميرف · منى واهلة · منية عفيف |
| المنوفية | الشهداء    | سرسموس · عشمه · منية القرعان |
| المنوفية | تلا        | تلا · البندارية · منية القلجي · سماليج · طبلوهه · بروى · زرقان · كوم سيس · منية إيما الكوم |
| المنوفية | شبين الكوم | البتنون · الميه · شنوفة · طمبدي · مليج · شبرا دقش · دلتون · الراهب · السكرية · بتبس · دكما · زوير · شبرا نباص · شبرا جلجتون · شيبين السرى · شنوال · طوخ البتنون · اشنى · منية الموز · منية خاقان · سفط سليط · منية مُسوّد · منية موسى                                                                                           |
| المنوفية | قويسنا     | مُخنان المرسين · منية العز · منية القصري |
| المنوفية | منوف       | منوف العليا · سرس · فيشه الكبرى · الخربة بشنوال · بهواش · تتا · دبركه · أسدود · سنجرج · شبرا بلولة · شنوس · إلواط · هيت · السرو · بني يغمرين · الصوالح · الساحل · منية ربيعة البيضاء |
| الغربية  | طنطا       | صناديد · فيشا سليم. |

### نواحي اندثرت مُحدّدة الموقع
بالإضافة إلى بعض القرى التي اندثرت مثل:
- البلاجيم كانت من كفور سمدون[14]
- الدراكي كانت من كفور شنوال[15]
- الكُنيّسة كانت من كفور شمما[16]
- المعصرة كانت من كفور سبتريس[9]
- بيوله[17] كانت تقع غرب قرية مليج.[18]
- شبرا قوس كانت من كفور بهواش[19]
- قلقلو[20] كانت تقع غرب قرية زوير.[21]
- كويسه[10] ومحلّها اليوم «حوض كويسه» من أراضي قرية سلامون بحري.[22]
- كياد شنوال[10] ومحلّها اليوم «حوض كياد» من أراضي قرية شنوان.[22]
- منيل الشوكة[11] أصبحت أراضيها تابعة لمدينة سرس الليان باسم «حوض منيل الشوكة».[23]
- منيل العطش[11] ودخلت أراضيها ضمن أراضي قرية فيشا الصغرى.[24]
- منيل المغاربة كانتا من توابع شنوال،[25] وأصبحت أراضيها تابعة لقرية شنوان باسم «حوض المغربية».[24]
- منية الشماس[11] وكانت من كفور شنوان[26]
- منية الكلابي[4] ومحلها «حوض داك البر والكلابية» من أراضي قرية البتانون.[27]

### نواحي اندثرت مجهولة الموقع
- بلوس[17]
- منية صُرد[12] ذكرها ابن الجيعان باسم «صريده» في أعمال المنوفية.
- منيل عياش ذكرها ابن الجيعان في الأعمال المنوفية باسم «منيل عباس»، وعُرفت في العصر العثماني باسم «منيل عياش» أو «منية عياش»، ولكنها اندثرت الآن.[28]
- منية الجسر عُرفت في العصر العثماني باسم «منية الجسر» أو «كفر الجسر»، ولكنها اندثرت الآن.[29]